# Аданг, Кеннан
Кеннан Ранибок Аданг (англ. Kennan Ranibok Adeang; 23 декабря 1942 — 26 декабря 2011) — политический деятель, президент Науру.

## Биография
Учился в Австралии, в 1963 году окончил Australian School of Pacific Administration (ASOPA) в Сиднее. Был трижды президентом: с 17 сентября 1986 по 1 октября 1986, несколько дней в декабре 1986 года (оба раза его удалось сместить сторонникам Хаммера ДеРобурта, который и становился президентом), а также с 26 ноября по 19 декабря 1996 года. В январе 1987 года основал Демократическую партию Науру и стал её председателем.
Он был назначен на должность Верховного комиссара на Фиджи в 2007 году, после чего он был обвинён в словесных оскорблениях двух министров и отрицал это. Аданг ушёл из парламента в апреле 2000 года.

## Семья
Сын — Дэвид Аданг — также является известным науруанским политиком, президент страны с 2023 года.